# Ходоки (партизанский отряд)
Отря́д и́мени Ф. Э. Дзержи́нского, более известный как «Ходоки́» — советский партизанский разведывательно-диверсионный отряд, действовавший годы Великой Отечественной войны на территории Орловской, Киевской, Житомирской, Черниговской, Волынской, Гомельской, Ровенской и Брестской областей, а также в Польше.

## История
Во время Великой Отечественной войны проводили диверсионно-разведывательную работу в тылу войск вермахта. Первоначально отряд состоял из 16-и бойцов ОМСБОН, набранных из спортсменов. Бойцы отряда могли пройти на лыжах до 100 км за сутки. За эту способность командир отряда Е. И. Мирковский дал ему название «Ходоки». Немцы же называли диверсантов «Белыми призраками», поскольку они появлялись и уходили незамечено, а попытки внедрить своих людей не увенчались успехом. Всего с 15 марта 1942 года по 20 августа 1944 года отряд «Ходоки» уничтожил приблизительно 2000 солдат и офицеров противника, пустил под откос 48 железнодорожных составов, подорвал три бронепоезда и десять мостов (автомобильных и железнодорожных), уничтожил на земле 2 вражеских самолёта.

### Радчинская операция
Во время проведения рельсовой войны советские партизаны активно проводили диверсии на коммуникациях нацистов. Немцы приняли решение восстановить старую железнодорожную ветку Овруч—Чернигов и послали туда венгерский сапёрный батальон. Связавшись с Москвой по рации, Мирковский получил команду не допустить восстановления. После этого отряд совершил подрыв железнодорожной станции Радча, перерезав возможное сообщение по ветке Овруч—Чернигов.